# Горня Мотичина
45°28′ пн. ш. 17°58′ сх. д. / 45.47° пн. ш. 17.97° сх. д.
Горня Мотичина (хорв. Gornja Motičina) — населений пункт у Хорватії, в Осієцько-Баранській жупанії у складі громади Доня Мотичина.

## Населення
Населення за даними перепису 2011 року становило 49 осіб.
Динаміка чисельності населення поселення:

## Клімат
Середня річна температура становить 10,40 °C, середня максимальна – 23,68 °C, а середня мінімальна – -4,80 °C. Середня річна кількість опадів – 785 мм.
| Клімат поселення                              | Клімат поселення | Клімат поселення | Клімат поселення | Клімат поселення | Клімат поселення | Клімат поселення | Клімат поселення | Клімат поселення | Клімат поселення | Клімат поселення | Клімат поселення | Клімат поселення | Клімат поселення |
| Показник                                      | Січ.             | Лют.             | Бер.             | Квіт.            | Трав.            | Черв.            | Лип.             | Серп.            | Вер.             | Жовт.            | Лист.            | Груд.            |                  |
| Середній максимум, °C                         | 6,37             | 7,21             | 11,52            | 15,67            | 20,62            | 23,68            | 23,38            | 23,14            | 19,16            | 14,07            | 8,51             | 4,63             |                  |
| Середня температура, °C                       | 0,78             | 1,63             | 5,92             | 10,08            | 15,03            | 18,10            | 20,12            | 19,88            | 15,88            | 10,80            | 5,24             | 1,35             |                  |
| Середній мінімум, °C                          | −4,8             | −3,95            | 0,35             | 4,50             | 9,43             | 12,51            | 16,85            | 16,60            | 12,62            | 7,54             | 1,98             | −1,9             |                  |
| Норма опадів, мм                              | 48               | 47               | 47               | 61               | 74               | 100              | 72               | 70               | 59               | 68               | 77               | 62               |                  |
| Середньомісячна швидкість вітру, м/с          | 2.32             | 2.57             | 2.80             | 2.73             | 2.44             | 2.20             | 2.15             | 2.02             | 2.07             | 2.19             | 2.32             | 2.39             |                  |
| Середньомісячна сонячна радіація, кДж/м²·день | 4329             | 7060             | 10919            | 15231            | 19140            | 21217            | 22163            | 20050            | 14878            | 9277             | 4918             | 3688             |                  |
| --------------------------------------------- | ---------------- | ---------------- | ---------------- | ---------------- | ---------------- | ---------------- | ---------------- | ---------------- | ---------------- | ---------------- | ---------------- | ---------------- | ---------------- |
| Джерело:                                      |                  |                  |                  |                  |                  |                  |                  |                  |                  |                  |                  |                  |                  |